# Franz Held (politik)
Franz Held (4. listopadu 1852 Štýrský Hradec – 12. dubna 1932 Štýrský Hradec) byl rakouský politik, na počátku 20. století poslanec Říšské rady, v poválečném období poslanec rakouské Národní rady.

## Biografie
Působil jako školský rada. Angažoval se v politice jako člen německých politických stran.
Na počátku 20. století se zapojil i do celostátní politiky. V doplňovacích volbách v říjnu roku 1911 získal mandát v Říšské radě (celostátní zákonodárný sbor) za obvod Štýrsko 2. Nastoupil poté, co rezignoval poslanec Wastian. Slib složil 27. října 1911. Usedl do poslanecké frakce Německý národní svaz, do které se sloučily německé konzervativně-liberální a nacionální politické proudy. Ve vídeňském parlamentu setrval až do zániku monarchie. V roce 1911 se profesně uvádí jako profesor a školský rada.
V letech 1918–1919 zasedal jako poslanec Provizorního národního shromáždění Německého Rakouska (Provisorische Nationalversammlung), nyní za Německou nacionální stranu (DnP).